# Starline.kz
Starline. kz var ett kazakiskt flygbolag baserat i Aqtöbe, Kazakstan. De erbjöd flygningar från Aqtöbe och Almaty till andra städer i Kazakstan, Turkiet och Förenade Arabemiraten. Sedan april 2009 står Starline.kz på EU:s svarta lista. Flygbolaget grundades i slutet på 2005. De inledde sin verksamhet 2007 och använder två Boeing 737 och en helikopter: Eurocopter BO 105. 